# Sphrageidus subdita
Sphrageidus subdita är en fjärilsart som beskrevs av Moore 1879. Sphrageidus subdita ingår i släktet Sphrageidus och familjen tofsspinnare. Inga underarter finns listade i Catalogue of Life.